# Il diavolo vestito di velluto
Il diavolo vestito di velluto (The Devil in Velvet) è un romanzo giallo del 1951 scritto da John Dickson Carr. È uno dei suoi mystery con ambientazione storica.

## Trama
Nicholas Fenton è un attempato professore di storia, perdutamente innamorato della giovane Mary Grenville, ma ancora di più del proprio mestiere. Così, quando una sera gli si presenta il diavolo, non esita a stipulare un patto con lui: gli cederà la propria anima se lo farà tornare al 1675 (l'età della Restaurazione inglese, oggetto dei suoi studi) per impedire un delitto del quale ha letto in una vecchia cronaca. Il diavolo acconsente a reincarnarlo nel suo antenato Sir Nick Fenton, mantenendogli però la coscienza di essere il professor Fenton del ventesimo secolo, ma lo avverte che qualora dovesse andare in collera, sarà Sir Nick a prendere il sopravvento.
Quella stessa notte, il professor Fenton va a dormire con una buona dose di cloralio, e al suo risveglio si ritrova al 10 maggio 1675 (un mese prima del delitto che deve sventare) nei panni di Sir Nick: non solo è più giovane di oltre trent'anni (Sir Nick ne ha appena ventisei), ma scopre di essere un libertino che ha come amante la fredda calcolatrice Meg York...che altri non è che la copia della sua amata Mary! Fa poi la conoscenza con sua moglie Lydia: anche se non hanno nulla in comune (Sir Nick è un fanatico realista, lei una devota puritana di una famiglia di regicidi), Fenton sente subito un istintivo affetto per lei. È proprio il suo l'omicidio che deve sventare (e stando all'interrotta cronaca che ha letto, la maggior sospettata è la sua amante Meg), e nelle fragili condizioni fisiche della moglie riconosce subito i sintomi dell'avvelenamento da arsenico. Scaccia dunque per sicurezza Meg dalla sua casa, dandole ventiquattr'ore di tempo, e indaga presso i domestici su chi può aver somministrato il veleno alla moglie: il solo alimento che lei consuma separatamente dagli altri è uno zabaione che le viene dalle cucine, ma la sua devota cameriera Judith Pamphlin testimonia che nessuno, neanche la sguattera Kitty Softcover (anche lei oggetto delle "attenzioni" di Sir Nick), può mai averci messo nulla dentro. Per il momento, Sir Nick ordina a Judith di vegliare su sua moglie, e le dà indicazioni sui medicinali da somministrarle per combattere l'avvelenamento.
Accompagnato dall'amico Lord George Harwell, si reca nella bottega farmaceutica dove è stato acquistato l'arsenico (come dimostra lo stemma sul pacchetto in cui è contenuto) e scopre che ad acquistarlo è stata Kitty su ordine "della sua padrona", che però la ragazza ha descritto al farmacista con le fattezze di Meg (che però ovviamente lo nega).
Ma man mano che va avanti con la sua nuova vita, Fenton si rende conto di essersi assunto un compito più gravoso del previsto: deve proteggere Lydia, resistere alle tentazioni di Meg (nella quale le fattezze di Mary bastano a instillargli il desiderio), districarsi tra i mille intrighi di quel tempo convulso (sir Nick ha infatti una faida personale con lord Shaftesbury, maggiore oppositore parlamentare della monarchia, e che non esita ad inviargli periodicamente contro degli assassini), fare attenzione a quanto si lascia sfuggire dalla sua bocca di uomo proveniente dal ventesimo secolo (suonano sospetti i molti eventi che lui "prevede" con insolita precisione), e soprattutto tenere a bada quegli scatti d'ira che potrebbero far prendere il sopravvento a sir Nick, con esiti imprevedibili...

## Edizioni italiane
- Il diavolo vestito di velluto, traduzione di Anna Maria Francavilla, in I delitti del diavolo, Biblioteca del Giallo Mondadori n. 12, Arnoldo Mondadori Editore, ottobre 1981, pp. 9–410.
- Il diavolo vestito di velluto, traduzione di Anna Maria Francavilla, I classici del Giallo Mondadori n. 849, Arnoldo Mondadori Editore, agosto 1999, pp. 412.